# 原始獅
原始獅（学名：Panthera fossilis）又名古獅，是更新世早至中期已滅絕的貓科。牠們一般被認為是獅的早期亞種。最新研究中已經確認其與洞獅皆為獨立於現代獅的物種。
原始獅最長2.4米，比現今非洲的獅長約半米，與上更新世的美洲擬獅一樣大。
很多原始獅的化石都是在德國威斯巴登附近的莫斯河（Mosbach）發現。一副接近完整的頭顱骨亦在德國海德堡附近的毛爾發現。在與發現海德堡人同一的地層中，亦發現了約55萬年前的獅子頭顱骨。在歐洲最古老的原始獅是在義大利伊塞爾尼亞發現，屬於約70萬年前。而在肯雅奥杜瓦伊峡谷發現屬於175萬年前的獅子顎骨則很像原始獅的。
原始獅衍生了上更新世的穴獅。

## 外部連結
- Genuine European Cave Lion Skull
- Natur News